# Josef Kopp (Politiker)
Josef Kopp (* 13. April 1827 in Wien; † 22. Jänner 1907 ebenda) war ein österreichischer Jurist, Hof- und Gerichtsadvokat und niederösterreichischer Landtagsabgeordneter.

## Leben
Der aus einer Beamtenfamilie stammende Kopp studierte von 1845 bis 1849 Rechtswissenschaft an der Universität Wien und ab 1849 Jus an der Theresianische Ritterakademie. Bereits vor seiner Promotion im Jahre 1854 hielt er Vorlesungen über das mündliche Prozessverfahren.
1862 wurde er für vier Jahrzehnte Hof- und Gerichtsadvokat, ab 1867 Wiener Gemeinderatsmitglied, war Mitglied des niederösterreichischen Landtags und zeitweilig im Landesausschuss. Nach den ersten direkten Wahlen im Jahre 1873 zog er als Reichsratsabgeordneter und Führer der österreichischen Deutschliberalen ins Parlament ein. Dort vertrat er zunächst den Bezirk Mariahilf und später die Innere Stadt.
Kopp widmete früh seine Kräfte dem öffentlichen Leben. So kämpfte er 1848 in der Akademischen Legion, gründete 1859 in Wien den Deutschen Volksverein, der lange Zeit ein politischer Sammelpunkt war und aus dem 1871 die Deutsche Zeitung hervorging.
Während einer Rede als Dekan des juristischen Doktorenkollegiums kam es 1871 zu einem Zwischenfall, als seine Worte die versammelten Studenten anfeuerten und sich diese zu Demonstrationen gegen die anwesenden Mitglieder der Regierung Hohenwart hinreißen ließen, wodurch er zu einer bekannten Persönlichkeit wurde.
Er setzte sich für eine Reform der Strafprozessordnung, der Zivilprozessordnung, sowie des Presserechts ein und war erfolgreicher Verteidiger in zahlreichen politischen Prozessen, wie auch im antisemitisch motivierten Prozess des Theologen August Rohling gegen den Rabbiner und Reichsratsabgeordneten Joseph Samuel Bloch.
Im Jahr 1883 wurde in Wien-Ottakring (16. Bezirk) die Koppstraße nach ihm benannt.